# Cardigan (Île-du-Prince-Édouard)
Pour les articles homonymes, voir Cardigan (homonymie).
Cardigan est une ancienne municipalité rurale de pêche dans le comté de Kings de l'Île-du-Prince-Édouard. La population en 2006 était de 374 habitants. En 2011, la population était de 332.
La communauté est nommée pour James Brudenell, 5e comte de Cardigan, plus tard Duc de Monague. Situé sur la rivière Cardigan et nommé originairement Cardigan Bridge, la communauté a grossi, grâce à la construction navale et à l'industrie forestière.
Aujourd'hui, les industries principales sont les manufactures, la pêche, surtout les moules et les palourdes.
Le 28 septembre 2018, la municipalité fusionne avec 6 autres municipalités pour devenir la ville de Three Rivers.

## Démographie
| 2001 | 2006 | 2011 | 2016 |
| ---- | ---- | ---- | ---- |
| 382  | 374  | 332  | 269  |

## Attractions

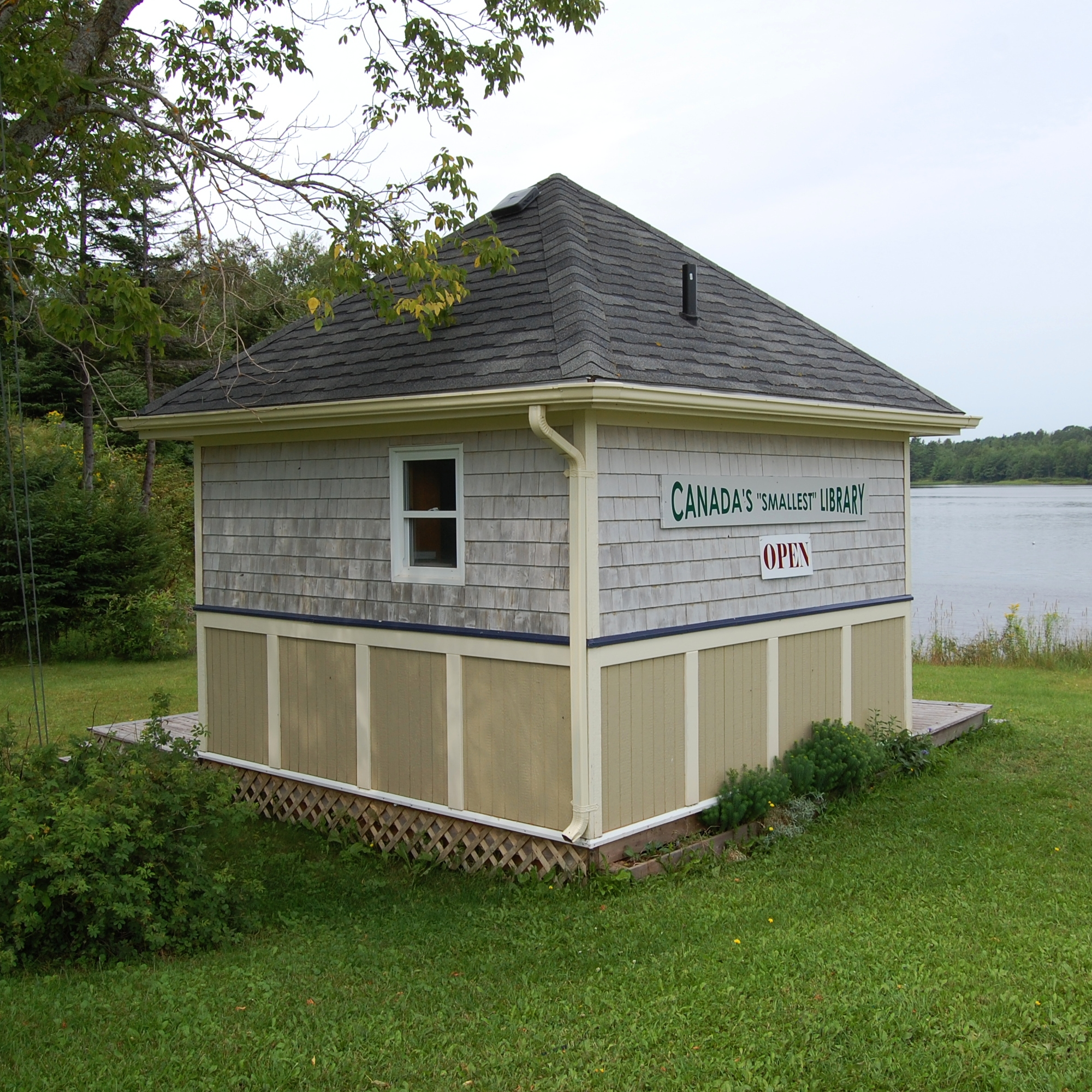
Plus petite bibliothèque au Canada est à Cardigan

- Plus petite bibliothèque au Canada
- Centre Héritage de la rivière Cardigan
- Musée de la construction navale
- Restaurant Cape Light
- Pizzeria Famous Peppers
- Marina Cardigan